# Rudolf Rupec
Rudolf Rupec (Grubišno Polje, 17. rujna 1895. – Zagreb, 1. srpnja 1983.) bio je hrvatski nogometaš, jugoslavenski i austrijski reprezentativac koji je igrao na mjestu braniča.

## Životopis
Rođen je 1895. godine u obitelji krojačkog obrtnika češkog podrijetla u Grubišnom Polju. Kao dijete je otišao u Beč. Od 1911. godine bio je junior, a od 1913. prvotimac Rapida. Bio je također član nogometne reprezentacije Austrije. Nakon završetka Prvog svjetskog rata vratio se u domovinu. U Zagrebu je igrao za Građanski.
Bio je trener HAŠK-a s kojim je osvojio naslov klupskog prvaka države 1938. godine. Umro je 1983. u Zagrebu te je sahranjen na groblju u Grubišnom Polju.

## Nogometna karijera
Iz rodnog mjesta otišao je kao dijete u Beč. Kao nogometaš počeo je igrati u bečkom Rapidu, tada jednom od najboljih europskih klubova. Sa 17 godina postao je nezamjenjivi igrač u klubu, te stalni austrijski reprezentativac. Po završetku Prvog svjetskog rata vraća se u domovinu gdje postaje član zagrebačkog Građanskog. Od 1920. do 1924. godine stalni je član jugoslavenske reprezentacije za koju igra i na njenoj prvoj utakmici 1920. godine na Olimpijskim igrama. Također je igrao za zagrebački Uskok i daruvarski DONK.

## Statistika
Odigrao je 10 utakmica za austrijsku, te po 9 puta za jugoslavensku i zagrebačku reprezentaciju. Prvu reprezentativnu utakmicu za Austriju odigrao je 6. svibnja 1917. godine protiv Mađarske u Beču (1:1). S jugoslavenskom reprezentacijom nastupio dva puta na Olimpijskim igrama (1920. i 1924.). Bio je član Zagrebačke reprezentacije koja je osvojila prvi Kup kralja Aleksandra 1924. godine. Za Građanski je odigrao 70 natjecateljskih utakmica (62 u prvenstvu + 8 u kup natjecanju), te postigao 9 pogodaka (6 + 3). S Građanskim je osvojio dva prvenstva Jugoslavenskog nogometnog saveza (1923. i 1926.), te 5 prvenstva i jedan kup Zagrebačkog nogometnog podsaveza.

### Članci
- Ambroš, Davor. 2022. Prvi daruvarski nogometni klubovi. Zbornik Janković. Ogranak Matice hrvatske u Daruvaru. Daruvar. 6 (7): 49–76

- Nogometni leksikon: Rupec, Rudolf
- ur. Ico (Ervin) Kerhin i Miroslav Rede, Platinasti jubilej Zagrebačkog nogometnog podsaveza 1919 - 1994
- Povijest Dinama, Rudolf Rupec  Arhivirana inačica izvorne stranice od 18. svibnja 2015. (Wayback Machine)
- RSSSF: Rudolf Rupec